# Ford Escort (Chiny)
Ford Escort – samochód osobowy klasy kompaktowej produkowany pod amerykańską marką Ford w latach 2015–2023.

## Historia i opis modelu

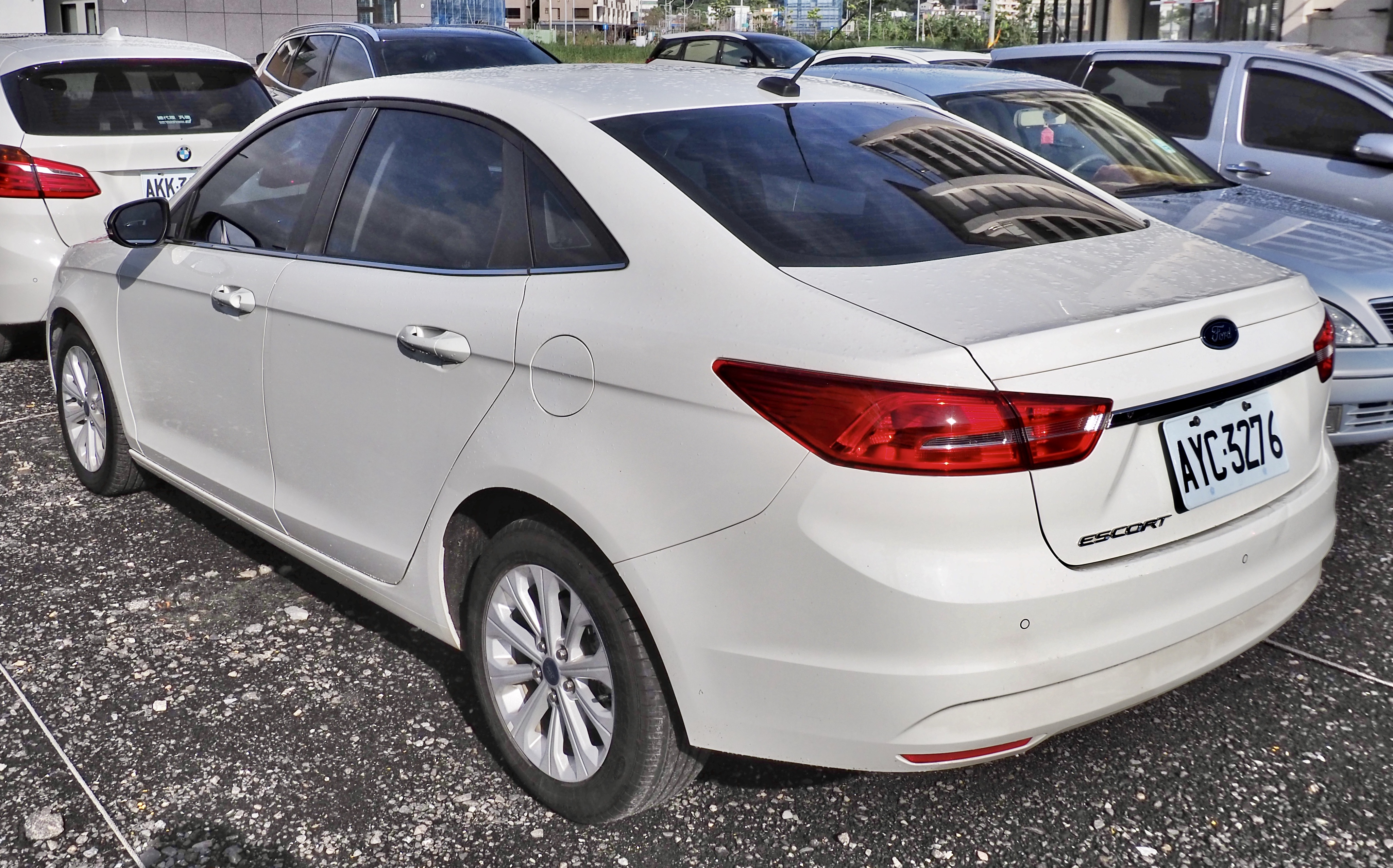
Ford Escort - tył

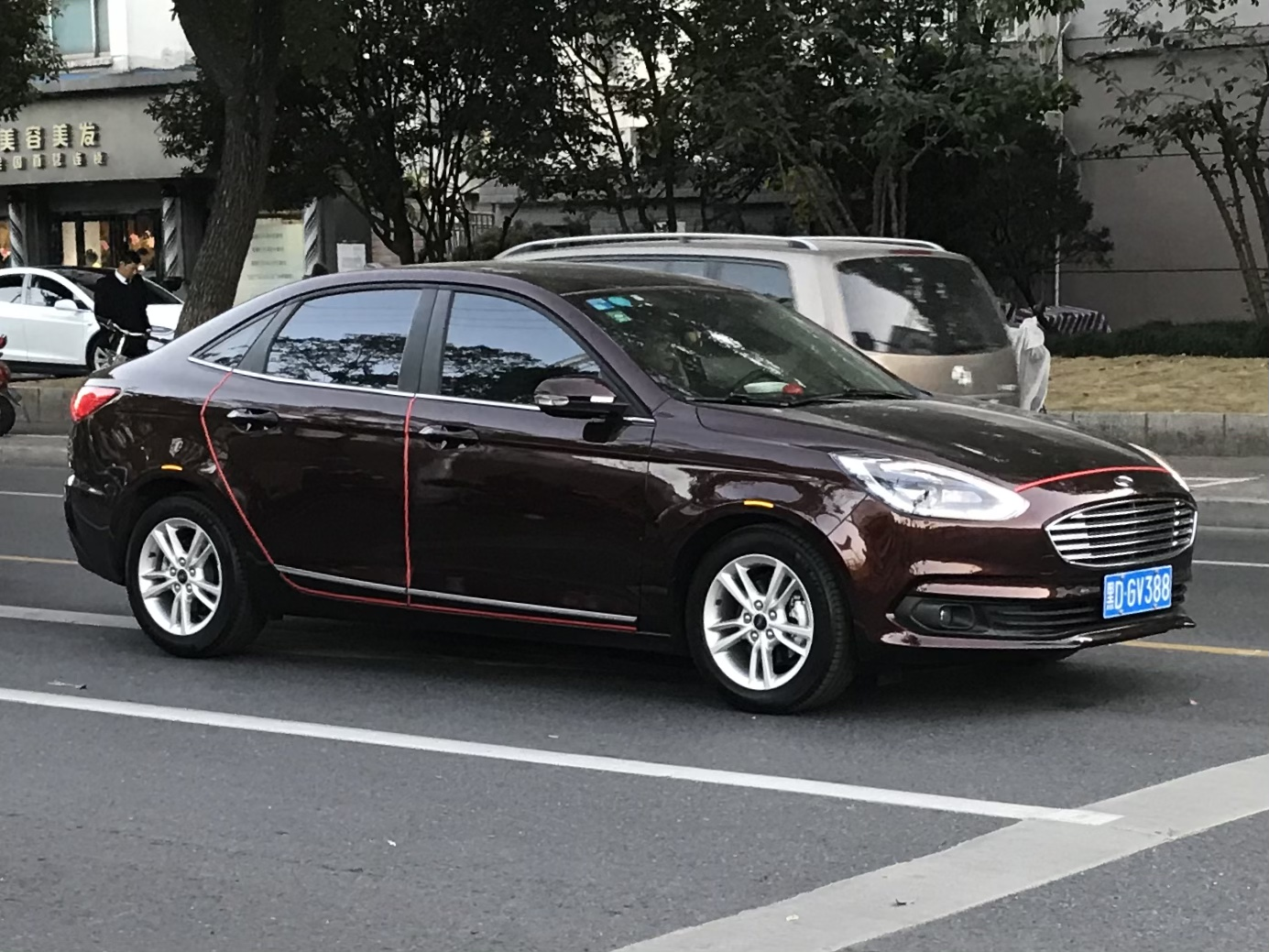
Ford Escort po liftingu

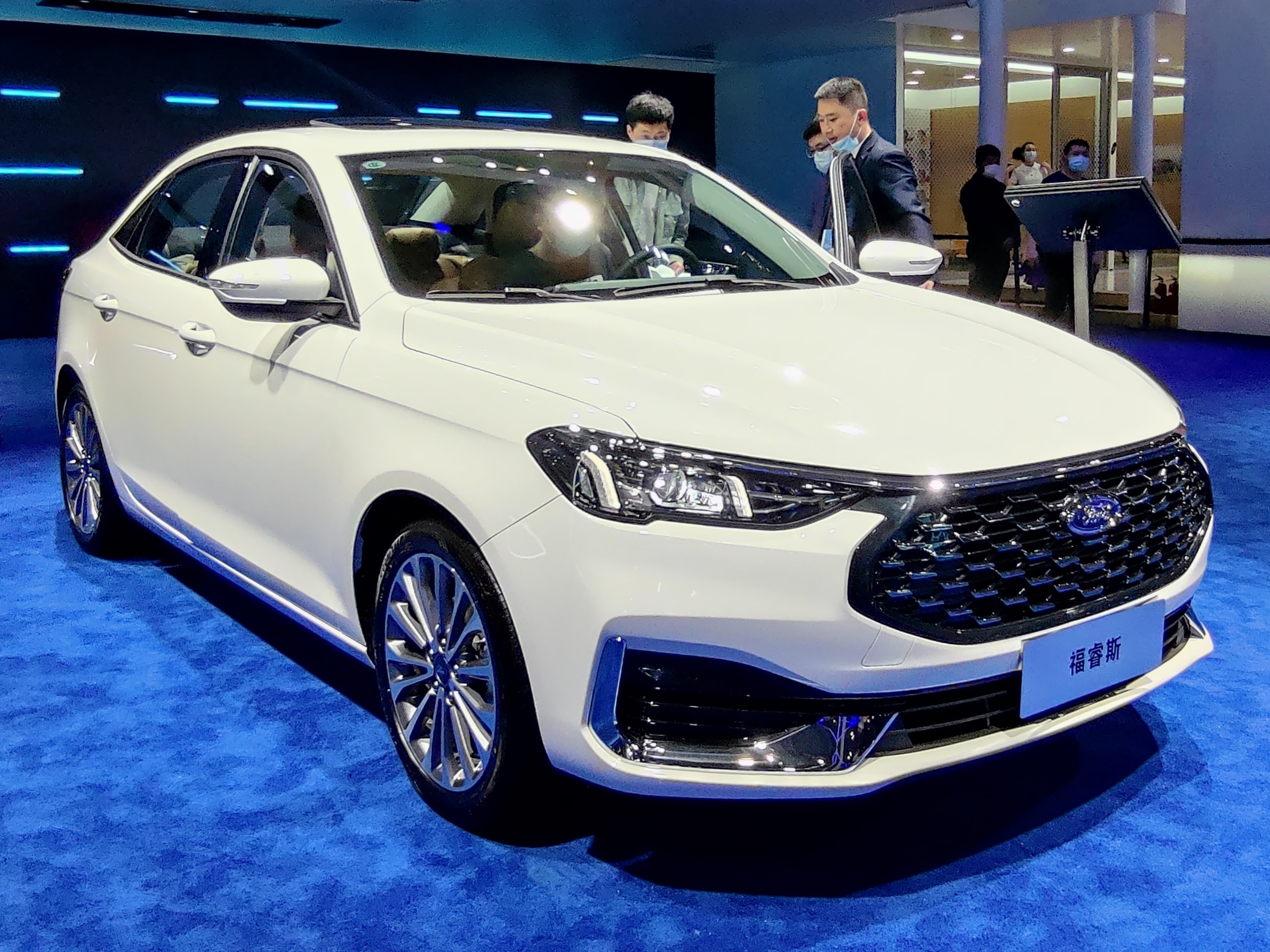
Ford Escort po drugim liftingu

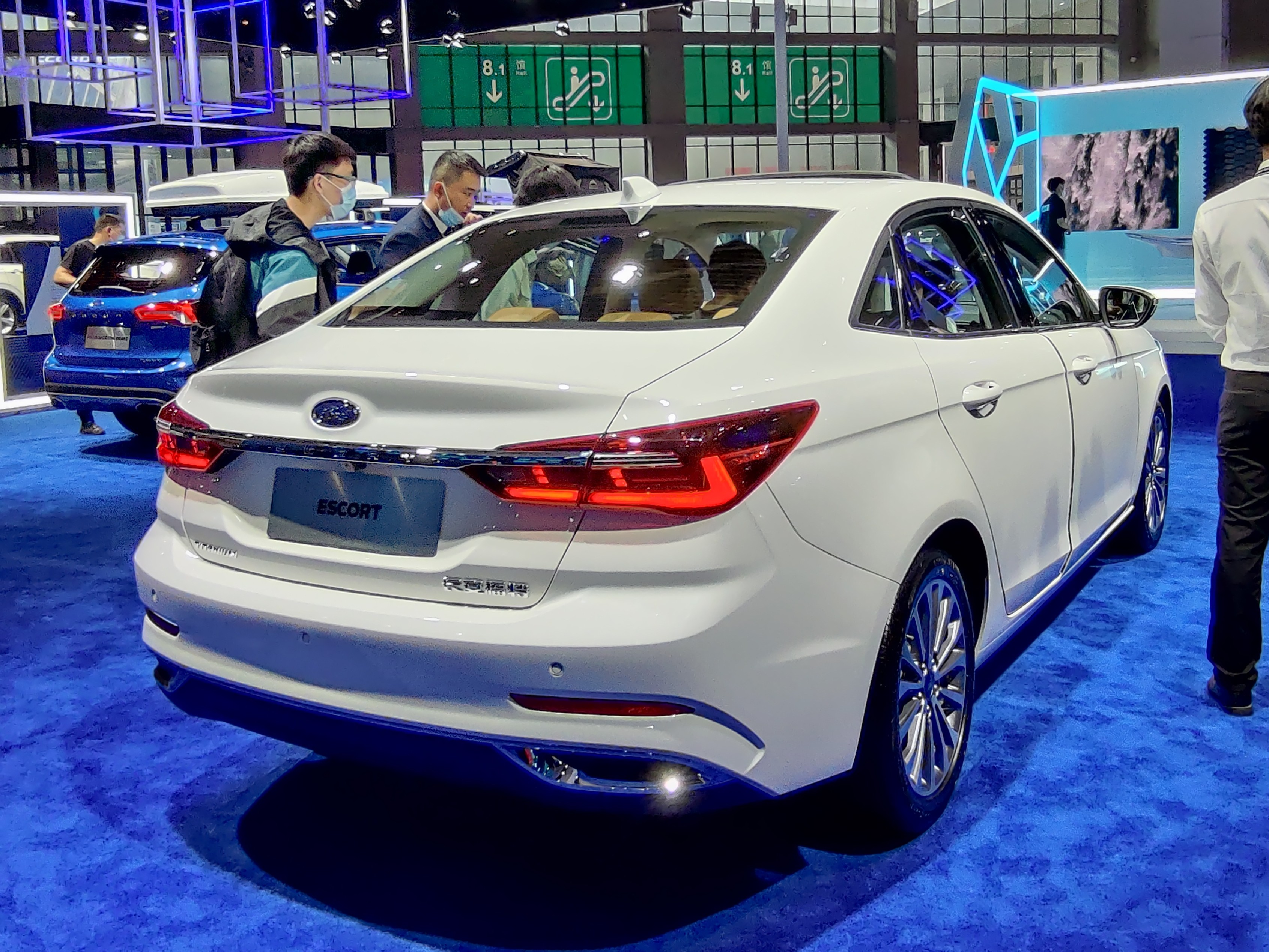
Ford Escort - tył po drugim liftingu

Ford zdecydował się reaktywować nazwę Escort w 2013 roku na rzecz chińskiego rynku przy okazji prezentacji prototypu kompaktowego sedana Ford Escort Concept podczas targów motoryzacyjnych w Szanghaju w kwietniu 2013 roku. 
W kwietniu 2014 roku podczas targów w Pekinie zaprezentowano wersję produkcyjną pojazdu, którą utrzymano w charakterystycznej stylistyce zaczerpniętą z takich modeli jak Focus, Mondeo czy Fiesta. Głównymi elementami stylizacji zostały strzeliste reflektory oraz podłużne tylne lampy, podobnie jak duża trapezowata atrapa chłodnicy.
Model z pierwszych 3 lat produkcji zyskał projetk deski rozdzielczej z wysoko osadzonymi nawiewami, a także centralnie umieszczonym panelem radia z wyświetlaczem LCD. Ponadto, producent umożliwił opcjonalny montaż zewnętrznej nawigacji satelitarnej dzięki fabrycznemu uchwytowi na kokpicie.
Gamę jednostek napędowych utworzył tylko jeden, czterocylindrowy silnik benzynowy o pojemności 1,5-litra o mocy 113 KM, który został połączony z pięciobiegową przekładnią manualną lub sześciobiegową skrzynią automatyczną.

### Restylizacje
W kwietniu 2018 roku chiński Escort przeszedł pierwszą, gruntowną modernizację wyglądu zewnętrznego nadwozia. Pojawiła się nowa, większa atrapa chłodnicy, a także bardziej owalne i zmodyfikowane reflektory upodobnione do innych, nowszych modeli Forda w jego globalnej ofercie. Ponadto przestylizowano wygląd zderzaków i tylnych lamp, dodając chromowaną listwę pomiędzy nimi. Restylizacja objęła także kabinę pasażerską - w środku pojawił się zaktualizowany system multimedialny z większym wyświetlaczem, a także nowy wzór zegarów z centralnie umieszczonym wyświetlaczem.
W kwietniu 2021 roku, 3 lata po ostatnim face liftingu, chiński Ford Escort przeszedł drugą, jeszcze rozleglejszą niż poprzednio modernizację nadwozia. Samochód zyskał zupełnie nowy projekt pasa przedniego zgodny z nowym językiem stylistycznym, wyróżniając się wąskimi, agresywnie stylizowanymi reflektorami połączonymi chromowaną listwą z chromowanym wlotem powietrza.  Ponadto producent zastosował zupełnie nowy projekt deski rozdzielczej z dwoma ekranami. Pierwszy, o przekątnej 10,25, zastąpił tradycyjne zegary, z kolei drugi, dotykowy o rozmiarze 12,3-cala, przyjął funkcję miejsca sterowania systemem inforozrywki oraz m.in. radiem i nawigacją. Producent zastosował też horyzontalny układ wskaźników, wzbogacając kokpit o wykończenie skórą.

### Silnik
- R4 1.5l Ti-VCT